# Sur-les-Bois (Saint-Georges-sur-Meuse)
Sur-les-Bois est un village belge de Hesbaye faisant partie de la commune de Saint-Georges-sur-Meuse dans la province de Liège en Région wallonne.

## Situation
Sur-les-Bois s'est implanté sur un plateau (altitude : 170 m) entouré au nord et au sud par deux petits affluents du ruisseau des Awirs. Le village s'articule le long et autour de la rue Georges Berotte. Le centre de Saint-Georges-sur-Meuse se trouve à environ 2 km à l'ouest.

## Dépeuplement
Depuis 1995, l'expansion de l'aéroport de Liège situé à Bierset (dont la piste se termine à environ 3 km des premières maisons de la localité) a causé d'importantes nuisances sonores aux habitants de Sur-les-Bois. Les nombreux vols de nuit, surtout depuis 1999, ont encore accentué le problème. Plus d'une centaine d'expropriations, des immeubles inoccupés et de multiples déménagements ont fait perdre au village quelque 500 habitants soit environ la moitié de la population initiale.

## Patrimoine
L'église Saint-Léonard, construite en brique, se trouve rue Fond Méan. La chapelle dédiée à Notre-Dame du Bon Secours est située rue Catherine Seret.

## Personnalité liée au village
Catherine Seret (1828-1915), dont la réputation des eaux et pommades à guérir était très grande, vécut à Sur-les-Bois. Une rue du village porte son nom.

## Activités
La brasserie La Botteresse se trouve rue Fond Méan en face de l'église.